# Urosigalphus bicolor
Urosigalphus bicolor är en stekelart som beskrevs av Gibson 1974. Urosigalphus bicolor ingår i släktet Urosigalphus och familjen bracksteklar. Inga underarter finns listade i Catalogue of Life.